# Bijugis proxima
Bijugis proxima är en fjärilsart som beskrevs av Curó 1883. Bijugis proxima ingår i släktet Bijugis och familjen säckspinnare. Inga underarter finns listade i Catalogue of Life.